# Municipalità regionale della contea di Le Fjord-du-Saguenay
La municipalità regionale di contea di Le Fjord-du-Saguenay è una municipalità regionale di contea del Canada, localizzata nella provincia del Québec, nella regione di Saguenay-Lac-Saint-Jean.
Il suo capoluogo è Saint-Honoré.

## Suddivisioni
Municipalità
- Bégin
- Ferland-et-Boilleau
- L'Anse-Saint-Jean
- Larouche
- Petit-Saguenay
- Rivière-Éternité
- Saint-Ambroise
- Saint-Charles-de-Bourget
- Saint-David-de-Falardeau
- Saint-Félix-d'Otis
- Saint-Fulgence
- Saint-Honoré

Parrocchie
- Sainte-Rose-du-Nord

Territori non organizzati
- Lac-Ministuk
- Lalemant
- Mont-Valin